# Clubiona basarukini
Clubiona basarukini är en spindelart som beskrevs av Mikhailov 1990. Clubiona basarukini ingår i släktet Clubiona och familjen säckspindlar. Inga underarter finns listade i Catalogue of Life.